# Oxalis odonellii
Oxalis odonellii är en harsyreväxtart som beskrevs av A. Lourteig. Oxalis odonellii ingår i släktet oxalisar, och familjen harsyreväxter. Inga underarter finns listade i Catalogue of Life.